# Gentoo
Gentoo je Linuks distribucija. Glavna odlika ove distribucije jeste puna kontrola nad komponentama i njihovom međusobnom integracijom. Namenjen je iskusnijim korisnicima GNU/Linuxa, i veoma pogodan za pravljenje distribucija specifične namene.
Džentuov sistem za distribuciju softvera i upravljanje paketima portage je sličan BSD-ovom sistemu portova (engl. ports). Komandom emerge Gentoo Linuks ažurira lokalnu kopiju portage stabla, pretražuje bazu paketa, ili instalira jedan ili više paketa. Trenutno portage sadrži preko 19 hiljada paketa.
Specifičnost Gentoo distribucije je da se paketi neposredno pre instalacije prevode iz originalnog izvornog koda i povezuju sa postojećim dinamičkim deljenim bibliotekama na sistemu. Ovakav pristup omogućuje krajnjem korisniku punu kontrolu nad svakim instaliranim paketom, od izbora pod-modula koji će biti instalirani, do finog podešavanja optimizacija programskog prevodioca, a istovremeno rasterećuje distributera od potrebe za kompleksnim regresionim testiranjem da bi se verifikovala binarna kompatibilnost svih aplikacija i deljenih biblioteka.

## Spoljašnje veze
- Званични веб-сајт
- на Дистровочу